# Campeonato del Mundo de Remo Mar
El Campeonato Mundial de Remo Mar es una competición oficial de remo de mar organizado por World Rowing. La competición se celebró por primera vez en 2006 como Rowing Coastal World Challenge y adquirió el estatus oficial de Campeonato Mundial en 2007, celebrándose anualmente desde el principio (excepto 2012, 2020 y 2021). Este campeonato se disputa en formato de resistencia, con regatas de 4 a 6 km, en contraste con el Campeonato del Mundo de Remo Playa, donde se compite por eliminación cara a cara, con un corto sprint por la playa.

## Lugares
| Año  | Ubicación            |
| ---- | -------------------- |
| 2006 | Guernsey             |
| 2007 | Mandelieu-la-Napoule |
| 2008 | San Remo             |
| 2009 | Plymouth             |
| 2010 | Estambul             |
| 2011 | Bari                 |
| 2013 | Helsingborg          |
| 2014 | Salónica             |
| 2015 | Lima                 |
| 2016 | Mónaco               |
| 2017 | Thonon-les-Bains     |
| 2018 | Sidney               |
| 2019 | Hong Kong            |
| 2021 | Oeiras               |
| 2022 | Saundersfoot         |
| 2023 | Barletta             |

## Medallistas

### Hombres

#### Individual
| Evento | Oro                         | Plata                            | Bronce                         |
| ------ | --------------------------- | -------------------------------- | ------------------------------ |
| 2006   | Mr. Rousseau (Gales)        | Stewart Briggs (Guernsey)        | Sam Doran (Irlanda)            |
| 2007   | Éric Rousseaux (Francia)    | Paul Rosenquist (Suecia)         | Yannick Beaudelot (Francia)    |
| 2008   | Mathieu Le Nepvou (Francia) | Loïc Biron (Francia)             | Yannick Beaudelot (Francia)    |
| 2009   | Hubert Briand (Francia)     | Yannick Beaudelot (Francia)      | Peter Berg (Suecia)            |
| 2010   | John Keohane (Irlanda)      | Alberto Etxarte (España)         | Giuseppe Alberti (Italia)      |
| 2011   | Giuseppe Alberti (Italia)   | Alberto Etxarte (España)         | Peter Berg (Suecia)            |
| 2013   | Lars Gumprecht (España)     | Simone Martini (Italia)          | Peter Berg (Suecia)            |
| 2014   | Peter Berg (Suecia)         | Simone Martini (Italia)          | Alberto Etxarte (España)       |
| 2015   | Adrián Miramón (España)     | Eduardo Linares (Perú)           | Adolfo Ferrer Marin (España)   |
| 2016   | Adrián Miramón (España)     | Eduardo Linares (Perú)           | Dennis Gustavsson (Suecia)     |
| 2017   | Simone Martini (Italia)     | Eduardo Linares (Perú)           | Adrián Miramón (España)        |
| 2018   | Eduardo Linares (Perú)      | Lars Wichert (Alemania)          | Simone Martini (Italia)        |
| 2019   | Adrián Miramón (España)     | Lars Wichert (Alemania)          | Simone Martini (Italia)        |
| 2021   | Jaime Canalejo (España)     | Eduardo Linares (Perú)           | Adrián Miramón (España)        |
| 2022   | Adrián Miramón (España)     | Ramón Gómez (España)             | Matthew Dunham (Nueva Zelanda) |
| 2023   | Adrián Miramón (España)     | Christopher Bak (Estados Unidos) | Charles Cousins (Reino Unido)  |

#### Dobles
| Evento | Oro                                                           | Plata                                                    | Bronce                                                    |
| ------ | ------------------------------------------------------------- | -------------------------------------------------------- | --------------------------------------------------------- |
| 2006   | Ozannes (Guernsey)                                            | Westminster School (Inglaterra)                          | Stead & Wells (Jersey)                                    |
| 2007   | Romain Crétient (Francia) Xavier Verbeke (Francia)            | Akos Haller (Hungría) Zsolt Erdelyi (Hungría)            | Charles Proto (Francia) Alain Moretto (Francia)           |
| 2008   | Simon Dubouloz (Francia) Nicolas Moutton (Francia)            | Romain Crétient (Francia) Xavier Verbeke (Francia)       | Guillaume Bec (Francia) Vincent Pilat (Francia)           |
| 2009   | Loïc Biron (Francia) Régis Raitif (Francia)                   | Arthur Marais (Francia) Axel Shirm (Francia)             | Nicolas Parquic (Francia) Jérôme Richard (Francia)        |
| 2010   | Vincent Faucheux (Francia) Mathieu Le Nepvou (Francia)        | Adrián Juhász (Hungría) Bela Simon (Hungría)             | Gilles Gachet (Francia) Denis Vogt (Francia)              |
| 2011   | Davide Mumolo (Italia) Leonardo Boccuni (Italia)              | Adolfo Ferrer Marín (España) Juan Cáliz Campal (España)  | Riccardo Burato (Italia) Federico Garibaldi (Italia)      |
| 2013   | Federico Garibaldi (Italia) Francesco Garibaldi (Italia)      | Apóstolos Goudoúlas (Grecia) Nikólaos Goudoúlas (Grecia) | Andrea Milos (Italia) Stefano Donat (Italia)              |
| 2014   | Federico Garibaldi (Italia) Francesco Garibaldi (Italia)      | Andrea Milos (Italia) Stefano Donat (Italia)             | Apóstolos Goudoúlas (Grecia) Nikólaos Goudoúlas (Grecia)  |
| 2015   | Giusseppe Alberti (Mónaco) Quentin Antognelli (Mónaco)        | Noé Guzmán (España) Antonio Guzmán (España)              | Clément Thomas (Francia) Yannick Beaubelot (Francia)      |
| 2016   | Noé Guzmán (España) Antonio Guzmán (España)                   | Lorenzo Tedesco (Italia) Piero Sfiligoi (Italia)         | Giuseppe Alberti (Mónaco) Quentin Antognelli (Mónaco)     |
| 2017   | Adrián Juhász (Hungría) Bendegúz Pétervári-Molnár (Hungría)   | Mathieu Monfort (Mónaco) Quentin Antognelli (Mónaco)     | Michele Ghezzo (Italia) Gustavo Ferrio (Italia)           |
| 2018   | Julien Bahain (Países Bajos) Mitchel Steenman (Países Bajos)  | Gaël Chocheyras (Francia) Vincent Cavard (Francia)       | Antonio Guzmán (España) Patricio Rojas (España)           |
| 2019   | Ander Martín (España) Carlos González (España)                | Yurly Ivanov (Ucrania) Andril Kachanov (Ucrania)         | Giuseppe Alberti (Mónaco) Mathieu Monfort (Mónaco)        |
| 2021   | Dennis Gustavsson (Suecia) Eskil Borgh (Suecia)               | Luca Chiumento (Italia) Simone Martini (Italia)          | Rubén Padilla (España) Patricio Rojas (España)            |
| 2022   | Dennis Gustavsson (Suecia) Eskil Borgh (Suecia)               | Giacomo Costa (Italia) Edoardo Marchetti (Italia)        | Brook Robertson (Nueva Zelanda) Ben Mason (Nueva Zelanda) |
| 2023   | Christopher Bak (Estados Unidos) Kory Rogers (Estados Unidos) | Dennis Gustavsson (Suecia) Eskil Borgh (Suecia)          | Alexander Finger (Alemania) Eduardo Linares (Alemania)    |

#### Cuatros
| Evento | Oro                                  | Plata                                      | Bronce                                              |
| ------ | ------------------------------------ | ------------------------------------------ | --------------------------------------------------- |
| 2006   | Nova Group (Guernsey)                | Thames River Capital (Guernsey)            | Royal Bank of Scotland (Guernsey)                   |
| 2007   | SN Baie de Saint-Malo (Francia)      | Crefelder RC (Alemania)                    | SN Bergerac (Francia)                               |
| 2008   | SN Baie de Saint-Malo (Francia)      | Ravenna SC (Italia)                        | Bydgostia (Polonia)                                 |
| 2009   | SN Baie de Saint-Malo (Francia)      | Barcelona (España)                         | Marseille (Francia)                                 |
| 2010   | NSA Sofia (Bulgaria)                 | Canottieri Saturnia (Italia)               | ST Nazaire Aviron SNOS (Francia)                    |
| 2011   | Fiamme Gialle (Italia)               | Canottieri Saturnia (Italia)               | Ravenna SC (Italia)                                 |
| 2013   | Circolo Canottieri Saturnia (Italia) | Cska Vmf Lokomotiv Byrevestnik (Rusia)     | Chablais Aviron Thonon (Francia)                    |
| 2014   | Circolo Canottieri Saturnia (Italia) | Budapest Rowing Club (Hungría)             | Elpis Genova (Italia)                               |
| 2015   | Société Nautique de Monaco (Mónaco)  | Circolo Canottieri (Italia)                | Club de Regatas Lima (Perú)                         |
| 2016   | Dukla Praha (República Checa)        | Circolo Cannotieri Saturnia I (Italia)     | Elpis Genova (Italia)                               |
| 2017   | Circolo Cannotieri Saturnia (Italia) | Ita Uni (Italia)                           | S.C. Portugal/Fluvial Portuense (Portugal)          |
| 2018   | Circolo Cannotieri Saturnia (Italia) | Société Nautique de Monaco (Mónaco)        | Société Nautique de la Baie de Saint-Malo (Francia) |
| 2019   | Rowing Club Genovese (Italia)        | Circolo Cannotieri Saturnia (Italia)       | Real Club de Regatas de Alicante (España)           |
| 2021   | SO RC "Dnipro" ZCU (Ucrania)         | Czech Rowing Association (República Checa) | UL Tyrian Club (Reino Unido)                        |
| 2022   | UL Tyrian Club (Reino Unido)         | Circolo Canottieri Saturnia (Italia)       | Gravelines Aviron France (Francia)                  |
| 2023   | Rowing Club Genovese (Italia)        | Stuttgarter Rudergesellschaft (Alemania)   | Società Sportiva Murcarolo (Italia)                 |

### Mujer

#### Individual
| Evento | Oro                        | Plata                                 | Bronce                                |
| ------ | -------------------------- | ------------------------------------- | ------------------------------------- |
| 2006   | Perrine Maltret (Francia)  | Nina Reid (Nueva Zelanda)             | Paula van Katwyk (Guernsey)           |
| 2007   | Perrine Maltret (Francia)  | Charlotte Culty (Francia)             | Alizée Charaux (Francia)              |
| 2008   | Marie Le Nepvou (Francia)  | Charlotte Culty (Francia)             | Monika Dukarska (Irlanda)             |
| 2009   | Monika Dukarska (Irlanda)  | Margi Jorgensen (Guernsey)            | Denise Tremul (Francia)               |
| 2010   | Marie Le Nepvou (Francia)  | Denise Tremul (Italia)                | Ghislaine Le Calvez (Francia)         |
| 2011   | Charlotte Culty (Francia)  | Benedetta Bellio (Italia)             | Monika Dukarska (Irlanda)             |
| 2013   | Alexandra Tsiavou (Grecia) | Stéphanie Chantry (Francia)           | Charlotte Culty (Francia)             |
| 2014   | Jessica Berra (Francia)    | Edwige Alfred (Francia)               | Stéphanie Chantry (Francia)           |
| 2015   | Jessica Berra (Francia)    | Selene Gigliobianco (Italia)          | Stéphanie Chantry (Francia)           |
| 2016   | Monika Dukarska (Irlanda)  | Alexandra Tsiavou (Grecia)            | Edwige Alfred (Francia)               |
| 2017   | Diana Dymchenko (Ucrania)  | Monika Dukarska (Irlanda)             | Edwige Alfred (Francia)               |
| 2018   | Diana Dymchenko (Ucrania)  | Janneke van der Meulen (Países Bajos) | Jessica Berra (Francia)               |
| 2019   | Diana Dymchenko (Ucrania)  | Jessica Berra (Francia)               | Janneke van der Meulen (Países Bajos) |
| 2021   | Stefania Gobbi (Italia)    | Diana Dymchenko (Ucrania)             | Jessica Berra (Francia)               |
| 2022   | Jessica Berra (Francia)    | Diana Dymchenko (Azerbaiyán)          | Maria Berg (Suecia)                   |
| 2023   | Monika Dukarska (Irlanda)  | Diana Dymchenko (Azerbaiyán)          | Jessica Berra (Francia)               |

#### Dobles
| Evento | Oro                                                                 | Plata                                                          | Bronce                                                     |
| ------ | ------------------------------------------------------------------- | -------------------------------------------------------------- | ---------------------------------------------------------- |
| 2006   | Aberdyfi Rowing Club (Gales)                                        | Killorglin Rowing Club (Irlanda)                               | Exmouth Rowing Club (Inglaterra)                           |
| 2007   | Caroline Guerrand (Francia) Adeline Mendoza (Francia)               | Clémence Gourdin (Francia) Charlotte Laurent (Francia)         | Maryline Gentin (Francia) Alexandra Pegaz (Francia)        |
| 2008   | Zsofia Bende (Hungría) Lidia Veroci (Hungría)                       | Veronica Pizzamus (Italia) Nicol Grbec (Italia)                | Jane Thompson (Reino Unido) Catherine Havard (Reino Unido) |
| 2009   | Zsofia Bende (Hungría) Lidia Veroci (Hungría)                       | Majda Jerman (Italia) Veronika Pizzamus (Italia)               | Maryline Gentin (Francia) Alexandra Pegaz (Francia)        |
| 2010   | Lenka Wech (Reino Unido) Guin Batten (Reino Unido)                  | Sabine Da Dalt (Francia) Marion Gully (Francia)                | Marie Guingouain (Reino Unido) Sarah Mee (Reino Unido)     |
| 2011   | Clémence Gourdin (Francia) Edwidge Alfred (Francia)                 | Yulia Chagina (Rusia) Alexandra Fedorova (Rusia)               | Dominique Goupil-Parez (Francia) Nathalie Rannou (Francia) |
| 2013   | Elena Lebedeva (Rusia) Julia Kalinovskaya (Rusia)                   | Diane Delalleau (Francia) Nathalie Collet (Francia)            | Barbara Jonischkeit (Alemania) Wiebke Gebauer (Alemania)   |
| 2014   | Diane Delalleau (Francia) Nathalie Collet (Francia)                 | Kimberly Forde (España) Mª Mar Ferrer (España)                 | Marion Gully (Francia) Sabine Da Dalt (Francia)            |
| 2015   | Diane Delalleau (Francia) Nathalie Collet (Francia)                 | Kimberly Forde (España) Mª Mar Ferrer (España)                 | Clémentine Lalloz (Francia) Roxane Gabriel (Francia)       |
| 2016   | Federica Molinaro (Italia) Beatrice Millo (Italia)                  | Diane Delalleau (Francia) Nathalie Collet (Francia)            | Khadija Krimi (Túnez) Nour El-Houda Ettaieb (Túnez)        |
| 2017   | Iuliia Volgina (Rusia) Olga Khalaleeva (Rusia)                      | Diane Delalleau (Francia) Nathalie Collet (Francia)            | María Galván (España) Natalia Miguel (España)              |
| 2018   | Eleonora Denich (Italia) Federica Molinaro (Italia)                 | Maya Cornut-Danjou (Francia) Joséphine Cornut-Danjou (Francia) | Diane Delalleau (Francia) Nathalie Collet (Francia)        |
| 2019   | Hanna Prakatsen (Rusia) Vasilisa Stepanova (Rusia)                  | Maya Cornut-Danjou (Francia) Joséphine Cornut-Danjou (Francia) | Lee Ka Man (Hong Kong) Lee Yuen Yin (Hong Kong)            |
| 2021   | Anastasiya Kozhenkova (Ucrania) Kateryna Dudchenko (Ucrania)        | Anna Calina Schanze (Dinamarca) Mette Petersen (Dinamarca)     | Daryna Verkhohliad (Ucrania) Yevheniya Dovhodko (Ucrania)  |
| 2022   | Janneke van der Meulen (Países Bajos) Karien Robbers (Países Bajos) | Monika Dukarska (Irlanda) Rhiannon O'Donoghue (Irlanda)        | Ainoha Casanova (España) Nadia García (España)             |
| 2023   | Janneke van der Meulen (Países Bajos) Karien Robbers (Países Bajos) | Katharina Lobnig (Austria) Magdalena Lobnig (Austria)          | Natalia Miguel (España) Celia Miguel (España)              |

#### Cuatros
| Evento | Oro                                       | Plata                                     | Bronce                                    |
| ------ | ----------------------------------------- | ----------------------------------------- | ----------------------------------------- |
| 2006   | Killorglin Ladies 4's (Irlanda)           | Moore Stephens (Jersey)                   | Geomarine (Guernsey)                      |
| 2007   | Crefelder RC (Alemania)                   | RWT Bydgostia (Polonia)                   | Killorglin RC (Irlanda)                   |
| 2008   | Lausanne Sport Aviron (Suiza)             | SN Baie de Saint-Malo (Francia)           | Danubius Nemzeti Hajós Egylet (Hungría)   |
| 2009   | Thames RC (Reino Unido)                   | Lausanne Sport Aviron (Suiza)             | RTW Bydgostia (Polonia)                   |
| 2010   | Cercle de l’aviron de Nantes (Francia)    | Lausanne Sport Aviron (Suiza)             | RTW Bydgostia (Polonia)                   |
| 2011   | Chablais Aviron Thonon (Francia)          | Upper Thames RC (Reino Unido)             | Lausanne Sport Aviron (Suiza)             |
| 2013   | Danish Students Rowing Club (Dinamarca)   | Lausanne Sports (Suiza)                   | Marseille RC (Francia)                    |
| 2014   | Aviron Club Cassis (Francia)              | Nautical Club Of Thessaloniki (Grecia)    | Lausanne Sport Aviron (Suiza)             |
| 2015   | Cofradía (España)                         | SN Basse Seine (Francia)                  | Danske Studenters (Dinamarca)             |
| 2016   | Club Nautique de Nice (Francia)           | GC Kaspiy (Rusia)                         | Real Club de Regatas de Alicante (España) |
| 2017   | Nautical Club of Thessaloniki (Grecia)    | Circolo Canottieri Saturnia (Italia)      | Erster Kieler RC v. 1862 e. V (Alemania)  |
| 2018   | SHVSM VVS (Rusia)                         | Real Club de Regatas de Alicante (España) | Société Nautique de Monaco (Mónaco)       |
| 2019   | Hong Kong Team (Hong Kong)                | SHVSM VVS (Rusia)                         | Danske Studenters Roklub (Dinamarca)      |
| 2021   | ZCU, National Guard (Ucrania)             | Club Nautique Libourne Aviron (Francia)   | Real Club Mediterráneo de Málaga (España) |
| 2022   | Real Club Mediterráneo de Málaga (España) | Hawkes Bay Rowing Club (Nueva Zelanda)    | Castletownshend Rowing Club (Irlanda)     |
| 2023   | Hollandia Roeiclub (Países Bajos)         | Real Club Mediterráneo de Málaga (España) | Composite Irish Rowing Clubs (Irlanda)    |

### Mixtos

#### Dobles
| Evento | Oro                                                                   | Plata                                                                 | Bronce                                                    |
| ------ | --------------------------------------------------------------------- | --------------------------------------------------------------------- | --------------------------------------------------------- |
| 2018   | Janneke van der Meulen (Países Bajos) Mitchel Steenman (Países Bajos) | Edwige Alfred (Francia) Pierrick Ledard (Francia)                     | Kimberly Odette (España) Ander Martín (España)            |
| 2019   | Diana Dymchenko (Ucrania) Yurly Ivanov (Ucrania)                      | Janneke van der Meulen (Países Bajos) Mitchel Steenman (Países Bajos) | Nadia Felipe (España) Adrián Miramón (España)             |
| 2021   | Ander Martín (España) Esther Briz (España)                            | Jaime Canalejo (España) Natalia Miguel (España)                       | Adrián Miramón (España) Nadia Felipe (España)             |
| 2022   | Ander Martín (España) Esther Briz (España)                            | Adolfo Ferrer (España) Teresa Díaz (España)                           | Patrick Boomer (Irlanda) Monika Dukarska (Irlanda)        |
| 2023   | Monika Dukarska (Irlanda) Ronan Byrne (Irlanda)                       | Vincent Noirot (Francia) Edwige Alfred (Francia)                      | Clare Jamison (Reino Unido) Charles Cousins (Reino Unido) |